# Bistum Verapaz, Cobán
Das Bistum Verapaz, Cobán (lat.: Dioecesis Verae Pacis) ist ein in Guatemala gelegenes römisch-katholisches Bistum mit Sitz in Cobán. Es umfasst die Departamentos Alta Verapaz und Baja Verapaz.

## Geschichte
Papst Benedikt XV. gründete das Apostolische Vikariat Verapaz und Petén am 27. Juli 1921 aus Gebietsabtretungen des Erzbistums Guatemala. Am 14. Januar 1935 wurde es zum Bistum erhoben und erhielt den heutigen Namen. Einen Teil seines Territoriums verlor es am 10. März 1951 an die Apostolische Administratur El Petén.

## Ordinarien

### Apostolischer Administrator von Verapaz und Petén
- Luis Durou y Sure CM (1928–1935)

### Bischöfe von Verapaz, Cobán
- Raymundo Julian Martín OP (1945–1966)
- Juan José Gerardi Conedera (1967–1974, dann Bischof von Santa Cruz del Quiché)
- Gerardo Humberto Flores Reyes (1977–2001)
- Rodolfo Valenzuela Núñez (seit 2001)